# ایو دروف
ایو دروف (انگلیسی: Yves Deroff؛ زادهٔ ۲۹ اوت ۱۹۷۸) بازیکن فوتبال سابق اهل فرانسه است که در پست دفاع راست بازی می‌کرد.
از باشگاه‌هایی که در آن بازی کرده‌است می‌توان به باشگاه فوتبال آنژه، باشگاه فوتبال نانت، باشگاه فوتبال گنگام، و باشگاه فوتبال استراسبورگ اشاره کرد.
وی همچنین در تیم ملی فوتبال زیر ۱۸ سال فرانسه بازی کرده‌است.